# Martin Kukučín
Martin Kukučín (pe numele adevărat: Matej Bencúr, n. 17 mai 1860 – d. 21 mai 1928) a fost un scriitor slovac, cel mai de seamă reprezentant al realismului din această țară și întemeietor al prozei moderna slovace.

## Biografie
S-a născut într-o familie de țărani.
A studiat la Revúca, Martin, Banská Bystrica, Kežmarok (toate aflându-se, atunci, în Austro-Ungaria) și a terminat studiile elementare la Sopron.
A intenționat să studieze la Facultatea de Teologie de la Bratislava, dar datorită atmosferei antislovace de acolo, optează pentru medicină la Praga.
Își efectuează stagiul la Bratislava, Innsbruck și Viena, după care încearcă, fără succes, să își găsească un loc de muncă .
Abia în 1893 intră ca medic în satul Selca de pe insula Brač.
În plan literar, devine membru al societății culturale Hrvatski Sastanak, ca în 1904 să devină directorul acesteia.
În perioada 1896-1897, încercările sale de a se înapoia în Slovacia se soldează cu eșec.
În 1904 se căsătorește, iar în 1908 emigrează în America de Sud și se stabilește la localitatea chiliană Punta Arenas, unde se afla o comunitate de croați.
În perioada 1922-1924, trăiește în Slovacia (regiune care pe atunci era inclusă în Cehoslovacia), ca apoi între 1924 și 1925 să se stabilească în Croația, iar în 1925 să revină în Chile.
În anul următor, se stabilește la Lipik, din Iugoslavia (azi, din Croația), unde rămâne până la sfârșitul vieții.

## Scrieri

### Proză
- 1883 - Na hradskej ceste
- 1885 - Rysavá jalovica
- 1886 - Neprebudený
- 1890 - Keď báčik z Chocholova umrie
- 1891 - Na podkonickom bále
- 1892 - Koniec a začiatok
- 1892 - Dve cesty
- 1893 - Dies Irae
- 1898 - V Dalmácii a Čiernej Hore, travelog
- 1899 - Hody
- 1911 / 1912 - Dom v stráni
- 1922 - Črty z ciest. Prechádzky po Patagónii, travelog
- 1922 - Mladé letá, memorii despre anii studenției
- 1926 - Mať volá, roman despre emigranții croați din Chile
- 1929 - Bohumil Valizlosť Zábor, roman istoric
- 1929 - Lukáš Blahosej Krasoň, roman istoric
- 1930 - Košútky. Klbká. Rozmarínový mládnik.
- Čas tratí - čas platí
- Máje, poviedka
- Pán majster Obšíval
- Na jarmok
- Na Ondreja,
- Hajtman, poviedka
- Obecné trampoty
- Z teplého hniezda
- Veľkou lyžicou
- Panský hájnik
- O Michale
- Na svitaní
- Ako sa kopú poklady
- Pozor na čižmy
- Sviatočné dumy
- Tri roje cez deň
- Svadba
- Parník
- Štedrý deň

### Dramă
- 1907 - Komasácia
- 1922 - Bacuchovie dvor
- 1924 - Obeta